# الینگشتدت
الینگشتدت (به آلمانی: Ellingstedt) یک شهر در آلمان است که در اشلسویگ-فلنسبورگ واقع شده‌است. الینگشتدت  ۸۴۳ نفر جمعیت دارد.